# 趙怡
趙怡（1950年4月12日—），字邦宇，自號心台，中華民國政治人物、新聞學者，籍貫浙江省杭州市，生於台灣基隆市，中國國民黨籍，曾任國立政治大學副校長，行政院新聞局長、東森媒體集團副總裁、台北市新聞記者公會理事長、台灣通訊傳播產業協進會理事長、中華文化推廣協會理事長、東森文化基金會理事長、永慶慈善基金會董事長、國際佛光會中華總會總會長等職務。目前同時任教於上海交通大學媒體與設計學院。
父親趙錦龍為中華民國海軍中將，故長兄趙寧曾任《中國時報》專欄作家、德霖技術學院與佛光大學校長

## 學歷
- 國立政治大學企業管理系畢業
- 美國明尼蘇達大學新聞暨大眾傳播學碩士
- 美國南加州大學傳播學博士
- 高雄中學

## 正式經歷
- 中國電視公司新聞部記者
- 中國國民黨中央委員會海外工作會駐洛杉磯中國文化服務中心主任
- 美洲中國時報總經理、副社長
- 國立政治大學外交研究所客座副教授
- 中華電視公司新聞部副理、企劃部經理、新聞部經理、華視訓練中心主任
- 國立政治大學外交學系兼任副教授
- 台北智訊傳播(傳訊電視台灣總代理)總經理
- 國際環球多媒體(環球電視)總經理
- 行政院研究發展考核委員會委員
- 玄奘大學大眾傳播學系主任
- 玄奘大學副校長
- 東森媒體科技首席顧問
- 東森媒體科技副董事長兼總經理
- 行政院新聞局局長
- 中國國民黨第16屆中央委員
- 中國國民黨第18屆中央評議委員
- 國家政策研究基金會教育文化組政策委員
- 國立台灣師範大學圖文傳播學系兼任副教授
- 東森媒體集團副總裁
- 東森巨蛋經營管理股份有限公司董事長
- 東森電視事業股份有限公司董事
- 上海交通大學媒體與設計學院客座研究員
- 上海交通大學媒體與設計學院客座教授
- 上海交通大學媒體與設計學院教授
- 上海交通大學-東森兩岸四地傳播與社會發展研究中心主任

## 社會團體經歷
- 台北美國教育基金會執行長
- 東森文化基金會董事長
- 東森羚羊籃球隊總領隊
- 台北市新聞記者公會理事長
- 台北市體育會理事長
- 中華民國體育運動總會副會長
- 台灣通訊傳播產業協進會理事長
- 中華無店面零售業協會理事長
- 永慶慈善基金會董事長[1]
- 星雲真善美新聞貢獻獎委員會委員兼執行長
- 中華文化推廣協會理事長

## 榮譽
- 2000獲頒中國國民黨中央委員會華夏一等獎章
- 2007年獲選國立政治大學80年史上風雲人物

## 現任
- 財團法人國家政策研究基金會政策委員
- 上海交通大學媒體與設計學院教授
- 中華文化推廣協會理事長
- 財團法人永慶慈善基金會董事長
- 星雲真善美新聞貢獻獎委員會委員兼執行長
- 國際佛光會中華總會總會長
- 東森國際股份有限公司顧問
- 台灣政治大學上海校友會榮譽會長
- 台灣政治大學副校長[2]